# Championnats d'Afrique de judo
Les Championnats d'Afrique de judo sont une compétition de judo où s'affrontent les représentants des pays africains dans le cadre d’un certain nombre d’épreuves. Organisés par l'Union africaine de judo (UAJ) qui a été créée en 1961 et dont le premier championnat fut disputé en 1964, ce rendez-vous se déroule tous les ans.

## Éditions
En 1965, 1987, 1991, 1995, 1999 et 2007, les championnats d'Afrique de judo ne sont pas organisés car un tournoi se déroule dans le cadre des Jeux africains, alors que les deux compétitions sont organisées séparément en 2011, 2015 et 2019. Les femmes apparaissent pour la première fois dans le programme des Championnats d'Afrique de judo 1986.
| Édition | Année | Ville hôte                       | Meilleure nation |
| ------- | ----- | -------------------------------- | ---------------- |
| 1re     | 1964  | Dakar, Sénégal                   | Sénégal          |
| 2e      | 1965  | Brazzaville, République du Congo | Sénégal          |
| 3e      | 1967  | Abidjan, Côte d'Ivoire           | Sénégal          |
| 4e      | 1968  | Tunis, Tunisie                   | Sénégal          |
| 5e      | 1974  | Le Caire, Égypte                 | Sénégal          |
| 6e      | 1982  | Le Caire, Égypte                 | ?                |
| 7e      | 1983  | Dakar, Sénégal                   | Égypte           |
| 8e      | 1985  | Tunis, Tunisie                   | Égypte           |
| 9e      | 1986  | Casablanca, Maroc                | Algérie          |
| 10e     | 1987  | Nairobi, Kenya                   | Égypte           |
| 11e     | 1989  | Abidjan, Côte d'Ivoire           | Algérie          |
| 12e     | 1990  | Alger, Algérie                   | Algérie          |
| 13e     | 1991  | Le Caire, Égypte                 | Égypte           |
| -       | 1991  | Port-Louis, Île Maurice          | Tunisie          |
| 14e     | 1992  | Port-Louis, Île Maurice          | Algérie          |
| 15e     | 1993  | Le Caire, Égypte                 | Tunisie          |
| 16e     | 1994  | Tunis, Tunisie                   | Tunisie          |
| 17e     | 1995  | Harare, Zimbabwe                 | Tunisie          |
| 18e     | 1996  | Pretoria, Afrique du Sud         | Algérie          |
| 19e     | 1997  | Casablanca, Maroc                | Algérie          |
| 20e     | 1998  | Dakar, Sénégal                   | Égypte           |
| 21e     | 1999  | Johannesbourg, Afrique du Sud    | Tunisie          |
| 22e     | 2000  | Alger, Algérie                   | Algérie          |
| 23e     | 2001  | Tripoli, Libye                   | Algérie          |
| 24e     | 2002  | Le Caire, Égypte                 | Tunisie          |
| 25e     | 2004  | Tunis, Tunisie                   | Algérie          |
| 26e     | 2005  | Port Elizabeth, Afrique du Sud   | Algérie          |
| 27e     | 2006  | Île Maurice                      | Égypte           |
| 28e     | 2007  | Alger, Algérie                   | Algérie          |
| 29e     | 2008  | Agadir, Maroc                    | Algérie          |
| 30e     | 2009  | Île Maurice                      | Égypte           |
| 31e     | 2010  | Yaoundé, Cameroun                | Tunisie          |
| 32e     | 2011  | Dakar, Sénégal                   | Tunisie          |
| 33e     | 2012  | Agadir, Maroc                    | Maroc            |
| 34e     | 2013  | Maputo, Mozambique               | Tunisie          |
| 35e     | 2014  | Port-Louis, Maurice              | Algérie          |
| 36e     | 2015  | Libreville, Gabon                | Tunisie          |
| 37e     | 2016  | Tunis, Tunisie                   | Tunisie          |
| 38e     | 2017  | Antananarivo, Madagascar         | Algérie          |
| 39e     | 2018  | Tunis, Tunisie                   | Tunisie          |
| 40e     | 2019  | Le Cap, Afrique du Sud           | Algérie          |
| 41e     | 2020  | Antananarivo, Madagascar         | Égypte           |
| 42e     | 2021  | Dakar, Sénégal                   | Tunisie          |
| 43e     | 2022  | Oran, Algérie                    | Algérie          |
| 44e     | 2023  | Casablanca, Maroc                | Algérie          |
| 45e     | 2024  | Le Caire, Égypte                 | Algérie          |
| 46e     | 2025  | Abidjan, Côte d'Ivoire           |                  |